# Slaget ved Örlygsstad
Slaget ved Örlygsstad (islandsk: Örlygsstaðir) var et slag, der fandt sted 21. august 1238 ved Örlygsstad – et område beliggende i det nuværende Blönduhlíð i Skagafjörður, og det er det største slag, der er blevet udkæmpet på Island.[kilde mangler] Slaget. Det var Sturlungerne, under ledelse af Sighvatur á Grund og dennes søn, Sturla Sighvatsson, der stødte sammen med Haukdæla-ætten, anført af Gissur Þorvaldsson, og Ásbirninga-ætten, anført af Kolbeinn unge Arnórsson.
Beretningen om slaget kendes fra Sturlungasaga, hvor lagmand og sagaforfatter Sturla Þórðarsson beskriver dets forløb. Sturla kæmpede selv i slaget på Sturlungernes side.

## Baggrund
I efteråret 1235 vendte Sturla Sighvatsson hjem fra Norge. På vegne af den norske konge Håkon IV Håkonsson havde Sturla påtaget sig den opgave, at få Islands andre høvdinge til at sværge deres troskab over for kongen, og dermed indlemme Island i det norske kongerige. Derved skulle Sturla sandsynligvis have blevet jarl – eller kongelig ombudsmand på Island – men dette er dog ikke beskrevet i kilderne. Indlemmelsen skulle ske ved at tvinge øens andre høvdinge til at sværge troskab over for kongen.
I foråret 1238 anholdte Sturla Gissur med det formål, at tvinge ham til at sværge troskab over for kongen. I løbet af sommeren mødtes Gissur med Kolbeinn Arnórsson, og sammen indgik de en pagt.

## Forløb
Sturlungernes plan var at indlede et angreb mod Kolbeinn unge på Flugumýri, hvor denne havde bopæl, men her var fandt de ingen. De holdt stilling i Blönduhlíð ved Vallalaug i nogle dage, men i mellemtiden lykkedes det Kolbeinn at samle styrker fra Skagafjörður og Húnaþing. Hertil kom Gissur Þorvaldsson yderligere med en stor styrke fra syd. Det anslås, at Haukdæla-ætten endte med at kunne stille med 1500 mand mod Sturlungernes 1000. Det er dog vanskeligt at fastslå de faktiske størrelser.
De sydfrakommende styrker lagde deres rute øst om Héraðsvötn og formåede dermed at overraske Sturlungerne. De uforberedte Sturlunger forsøgte i første omgang at søge ly ved Örlygsstaðir, men da gården var en ringe fæstning bredte der sig hurtigt en panisk stemning, og mange satte i flugt. Alt i alt faldt 49 Sturlunger, men kun 7 fra Haukdæla-ætten.
Blandt de faldne var Sighvatur og Sturla, samt Markús Sighvatsson. Det lykkedes Sighvaturs sønner Kolbeinn og Þórður at søge tilflugt i en kirke ved Miklibær, men de blev senere fundet og dræbt. Tumi den yngre var den eneste af Sighvaturs sønner, som det lykkedes at flygte - først til Miðsitjuskarð og derfra over bjergene til Eyjafjörður. Det lykkedes ligeledes Sturla Þórðarsson at finde ind til kirken. Her blev Sturla, ligesom en række andre mænd, benådet.
Slagets udfald blev i første omgang, at Kolbeinn lagde hele nordlandet under sig. Gissur Þorvaldsson vandt ikke land, men han skulle senere komme til at udfylde det politiske tomrum, der opstod efter Sturla Sighvatssons død, og blive kongelig ombudsmand.